# Романов, Сергей Александрович (сценарист)
Серге́й Алекса́ндрович Рома́нов (17 ноября 1906, Полтава, Полтавская губерния, Российская империя — 1963) — советский журналист и сценарист.

## Биография
Родился 17 ноября 1906 года в Полтаве, через несколько лет после рождения переехал в Москву. Окончил Литературный институт имени А. М. Горького. После окончания института вступил в журналистику, войдя в состав редколлегии журнала «Смена». В 1941 году в связи с началом ВОВ ушёл добровольцем на фронт и прошёл всю войну. Был награждён орденом Славы и ещё некоторыми медалями. После демобилизации связал свою жизнь с кинематографом, написав ряд сценариев мультфильмов.
Скончался в 1963 году.

## Фильмография

### Сценарист
- 1947 —
  - Путешествие в страну великанов
  - Тебе, Москва!
- 1949 — Мистер Уолк
- 1961 — Три зятя